# 달팽이의 회고록
"달팽이의 회고록"(영어: Memoir of a Snail)은 2024년 개봉한 오스트레일리아의 희비극 애니메이션 영화이다. 애덤 엘리엇이 감독과 각본을 맡았다. 제97회 아카데미상 장편 애니메이션상 후보작이다.